# Ailuronyx
Ailuronyx – rodzaj jaszczurek z rodziny gekonowatych (Gekkonidae).

## Zasięg występowania
Rodzaj obejmuje gatunki występujące endemicznie na Seszelach. 

## Systematyka

### Etymologia
- Ailuronyx (Aeluronyx): gr. αιλουρος ailouros ‘kot’[6]; ονυξ onux, ονυχος onukhos ‘pazur, paznokieć’[7].
- Theconyx: gr. θηκη thēkē ‘skrzynia, szkatuła, sposób pochowania’[8]; ονυξ onux, ονυχος onukhos ‘pazur, paznokieć’. Gatunek typowy: Platydactylus seychellensis Duméril & Bibron, 1836.

### Podział systematyczny
Do rodzaju należą następujące gatunki: 
- Ailuronyx seychellensis (Duméril & Bibron, 1836)
- Ailuronyx tachyscopaeus Gerlach & Canning, 1996
- Ailuronyx trachygaster (Duméril, 1851)